# Mohamed El Hankouri
Mohamed El Hankouri (Rotterdam, 1º luglio 1997) è un calciatore olandese di origini marocchine, centrocampista del Magdeburgo.

## Carriera

### Club
Cresciuto nel settore giovanile del Feyenoord, ha esordito in prima squadra il 27 agosto 2016, nella partita vinta per 4-1 contro l'Excelsior Rotterdam. Terminata la stagione con la vittoria del campionato, il 29 agosto 2017 viene ceduto in prestito al Willem II.

### Nazionale
Nel 2016 ha giocato una partita con la nazionale olandese Under-20.

## Statistiche

### Presenze e reti nei club
Statistiche aggiornate all'11 dicembre 2017.
| Stagione        | Squadra         | Campionato      | Campionato | Campionato | Coppe nazionali | Coppe nazionali | Coppe nazionali | Coppe continentali | Coppe continentali | Coppe continentali | Altre coppe | Altre coppe | Altre coppe | Totale | Totale | Totale |
| Stagione        | Squadra         | Comp            | Pres       | Reti       | Comp            | Pres            | Reti            | Comp               | Pres               | Reti               | Comp        | Pres        | Reti        | Pres   | Reti   |        |
| --------------- | --------------- | --------------- | ---------- | ---------- | --------------- | --------------- | --------------- | ------------------ | ------------------ | ------------------ | ----------- | ----------- | ----------- | ------ | ------ | ------ |
| 2016-2017       | Feyenoord       | E               | 1          | 0          | CO              | 1               | 0               | -                  | -                  | -                  | -           | -           | -           | 2      | 0      |        |
| 2017-2018       | Willem II       | E               | 7          | 0          | CO              | 1               | 0               | -                  | -                  | -                  | -           | -           | -           | 8      | 0      |        |
| Totale carriera | Totale carriera | Totale carriera | 8          | 0          |                 | 2               | 0               |                    | -                  | -                  |             | -           | -           | 10     | 0      |        |

## Palmarès

### Club

#### Competizioni nazionali
- Campionato olandese: 1

Feyenoord: 2016-2017